# Leuvrigny
Leuvrigny is een gemeente in het Franse departement Marne (regio Grand Est) en telt 321 inwoners (2004). De plaats maakt deel uit van het arrondissement Épernay.

## Geografie
De oppervlakte van Leuvrigny bedraagt 7,9 km², de bevolkingsdichtheid is 40,6 inwoners per km².
De onderstaande kaart toont de ligging van Leuvrigny met de belangrijkste infrastructuur en aangrenzende gemeenten.

## Demografie
Onderstaande figuur toont het verloop van het inwonertal (bron: INSEE-tellingen).